# 克拉馬托爾斯克
克拉馬托爾斯克（烏克蘭語：Краматорськ，羅馬化：Kramatorsk，發音：[krɐmɐˈtɔrʲsʲk]）現為乌克兰東部顿涅茨克州克拉马托尔斯克区克拉马托尔斯克市镇内的城市，为该州的临时首府、该区及该市镇的行政中心（该市在2020年7月18日前为该州的州辖市，并不在该区的管辖范围内）。该市最初作为一个火车站始建于1868年，面積57平方公里，海拔高度177.3米，2022年人口数量为147,145人。

## 歷史
該市名稱之 "Korma"意為「邊界」，故城市語意為托爾河邊界沿岸之城市。另一說法是該名稱來蘇聯時期人們認為源自一個法文單字“crématoire”，係指當地的工廠。
上溯至17世界後期，當地原為哥薩克人居地，以躲避莫斯科公國的統治，其後俄羅斯沙皇政權將此地授與塔拉諾夫(Taranov)伯爵成立一個莊園。沙皇保羅一世在位的1799年，又併入斯洛博達烏克蘭省的伊久姆縣。
1868年，俄羅斯帝國在本地興建了首個火車站，站名Kram-na-Tore，也與市名有關，此後市中心即圍繞車站興起，逐漸成為北頓內次地區的鑄鐵、金屬與礦物工業中心，吸引了德國等西歐的投資，但也成為俄羅斯社會民主工黨組織推翻沙俄的據點，遭到沙皇內政部基輔軍區的鎮壓，其首領多拘禁阿爾喬莫夫斯克（今日烏克蘭巴赫姆特）。
1917年二月革命後當地加入俄羅斯臨時政府，十月革命短暫被反布爾什維克的烏克蘭人民共和國控制，但受德意志帝國、白俄軍隊與奧匈帝國支持的烏克蘭人民共和國敗於蘇聯，當地歸於蘇聯統治，至1991年底蘇聯瓦解為止。

### 俄烏戰爭
2014年顿巴斯战争爆發，由於頓涅茨克人民共和國佔領了頓涅茨克為其首都，該市目前為烏克蘭的頓涅茨克州之临时州府。

### 2022年俄羅斯入侵烏克蘭
在俄羅斯對烏克蘭的入侵期間，克拉马托尔斯克车站遭導彈擊中，當時站內約有四千名準備逃離戰火的平民，釀成大量死傷，烏克蘭總統弗拉基米尔·泽连斯基及多名西方領袖指控是俄羅斯軍隊所為；俄罗斯否認，反指是烏軍施襲。

## 友好城市
- 美国 斯坦福（2023年4月10日）
- 乌克兰 佩列钦（2023年5月27日）

## 图集

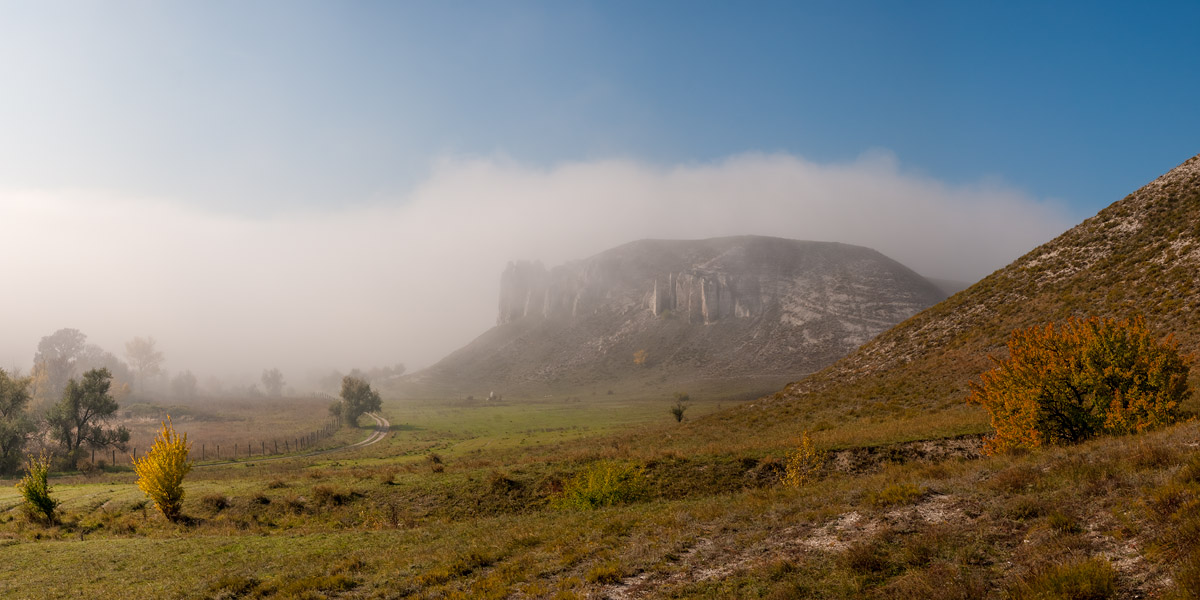
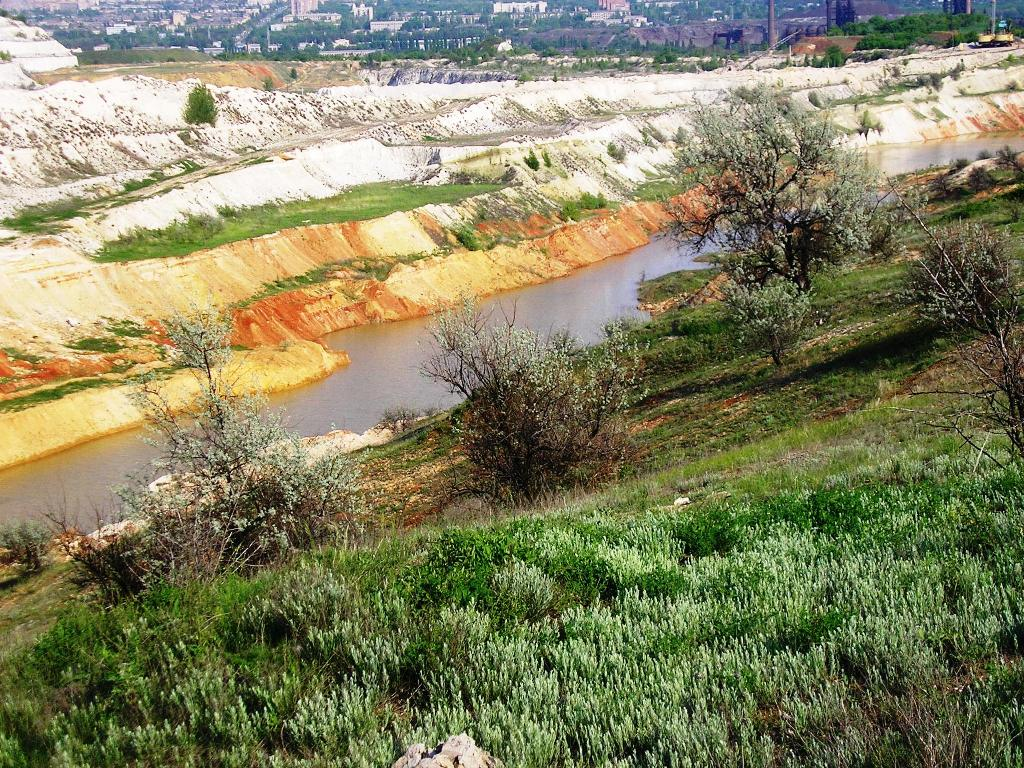
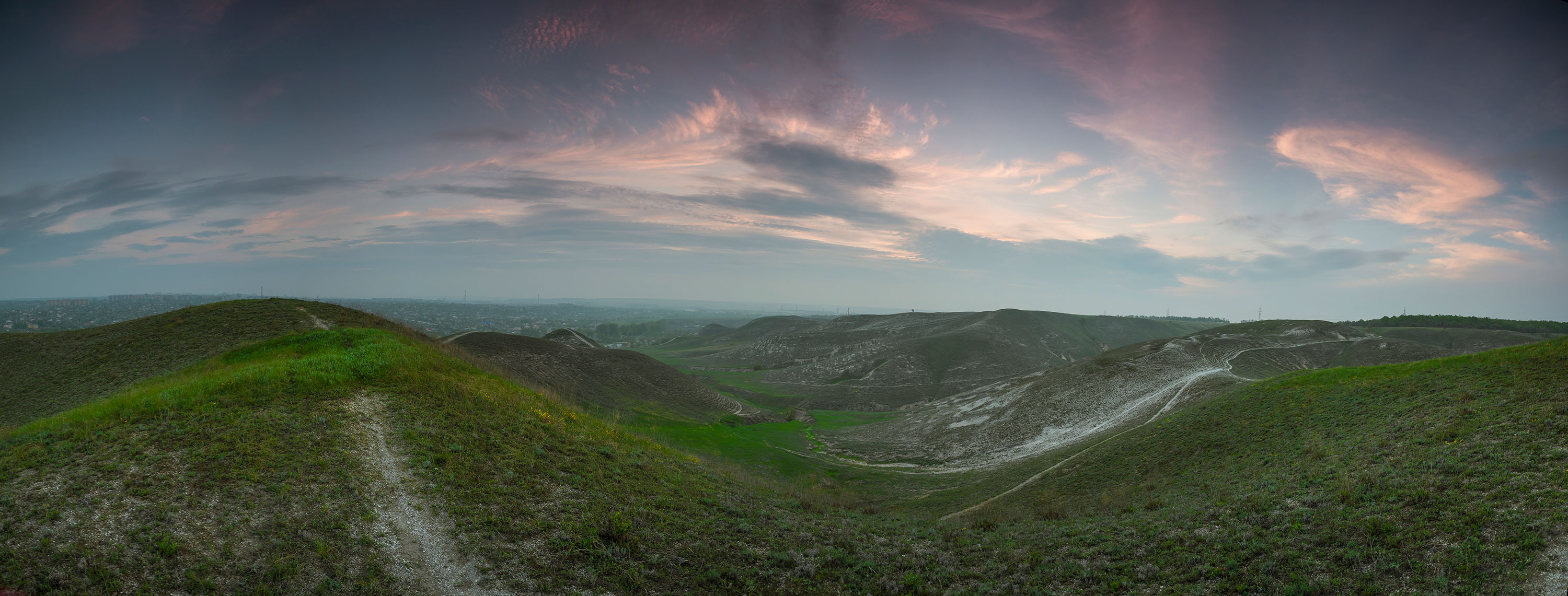
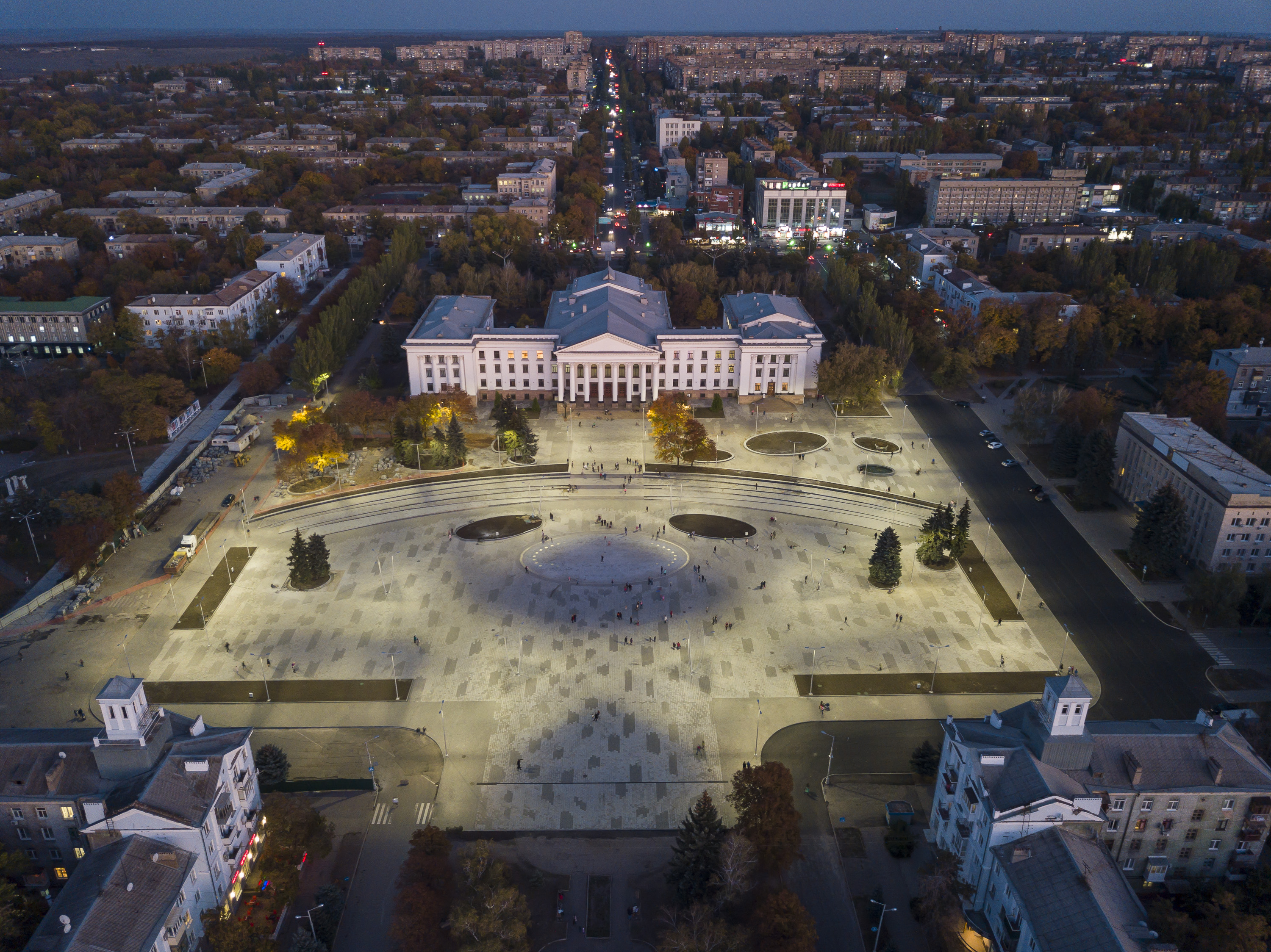
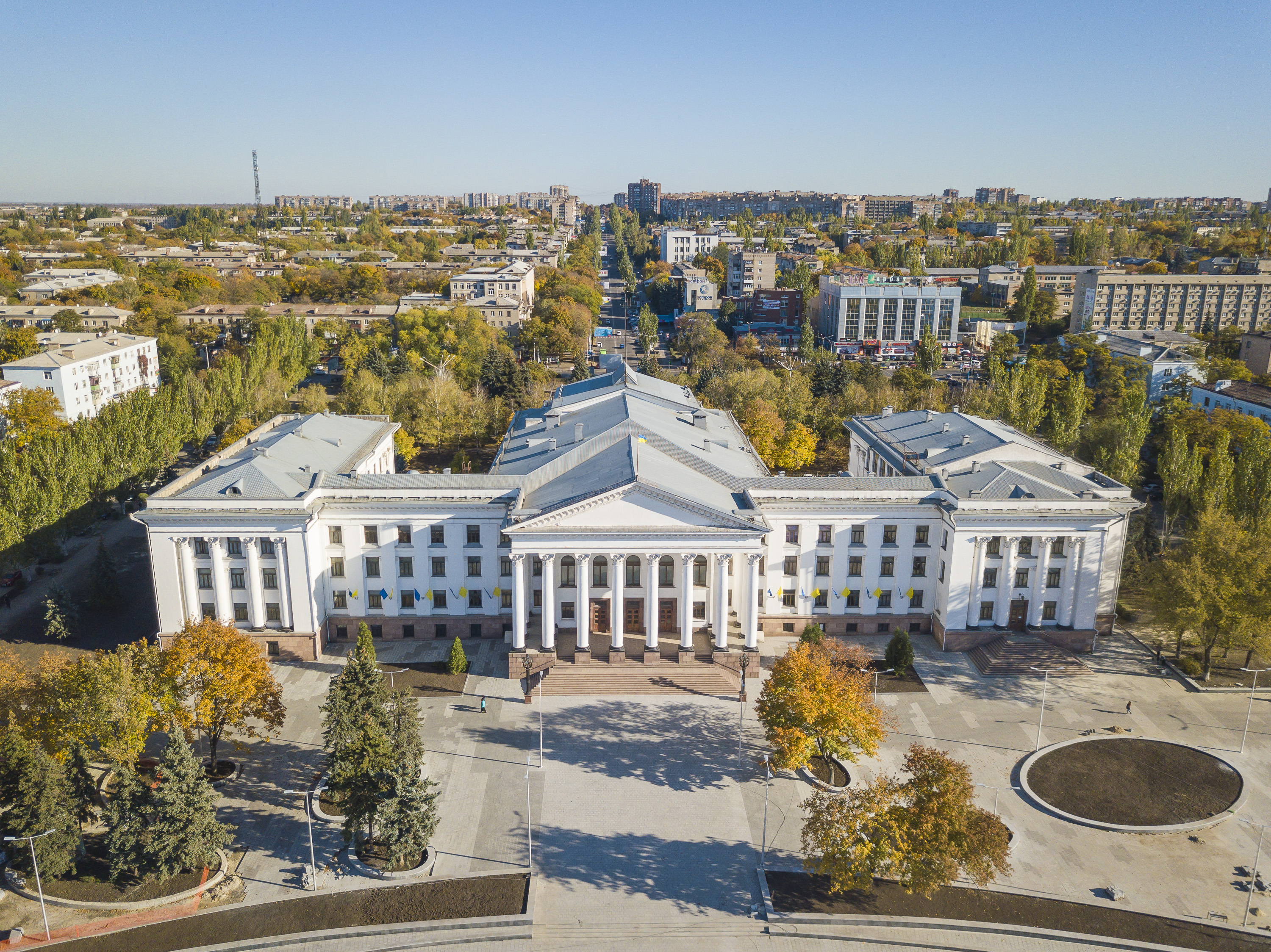
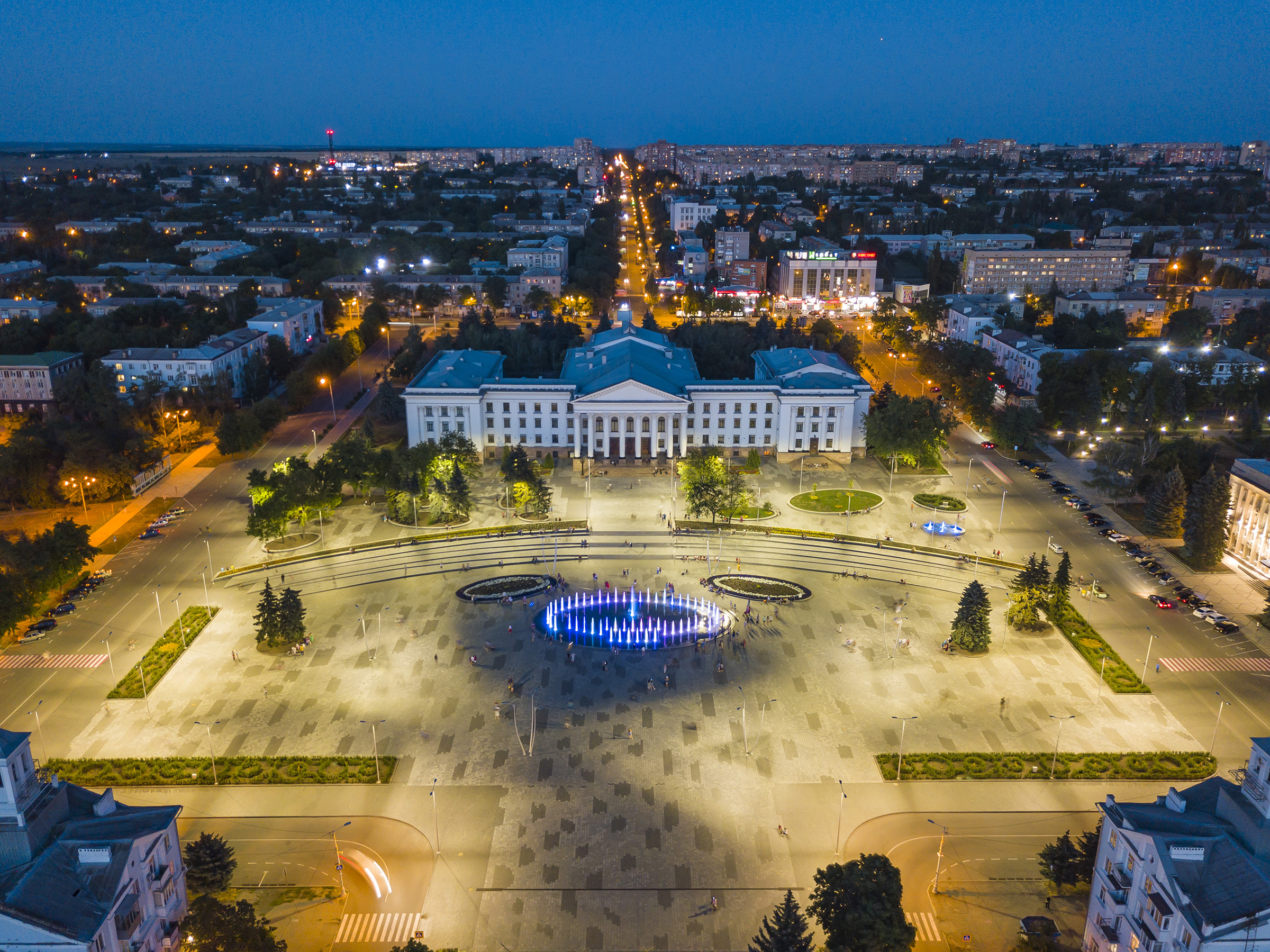
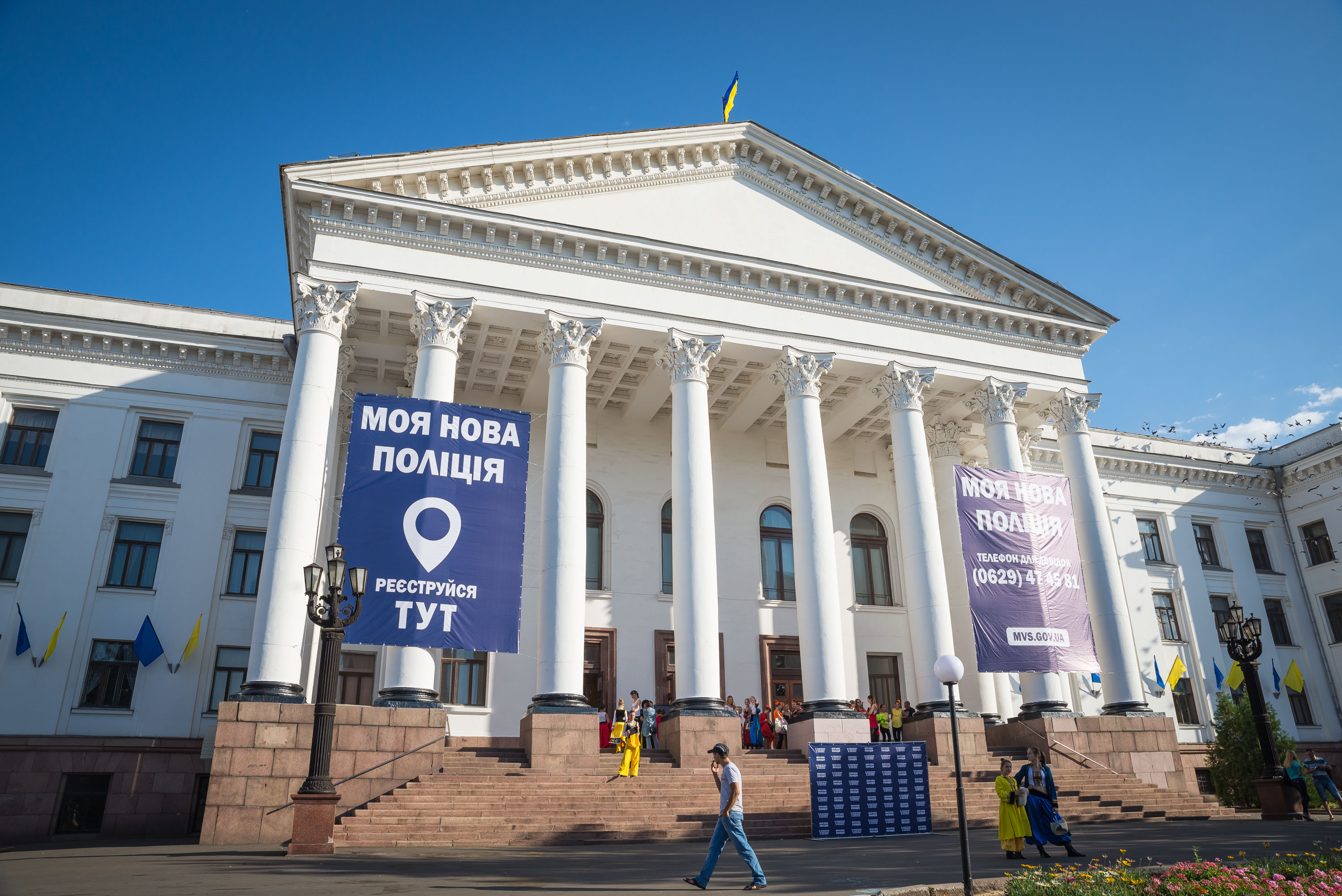
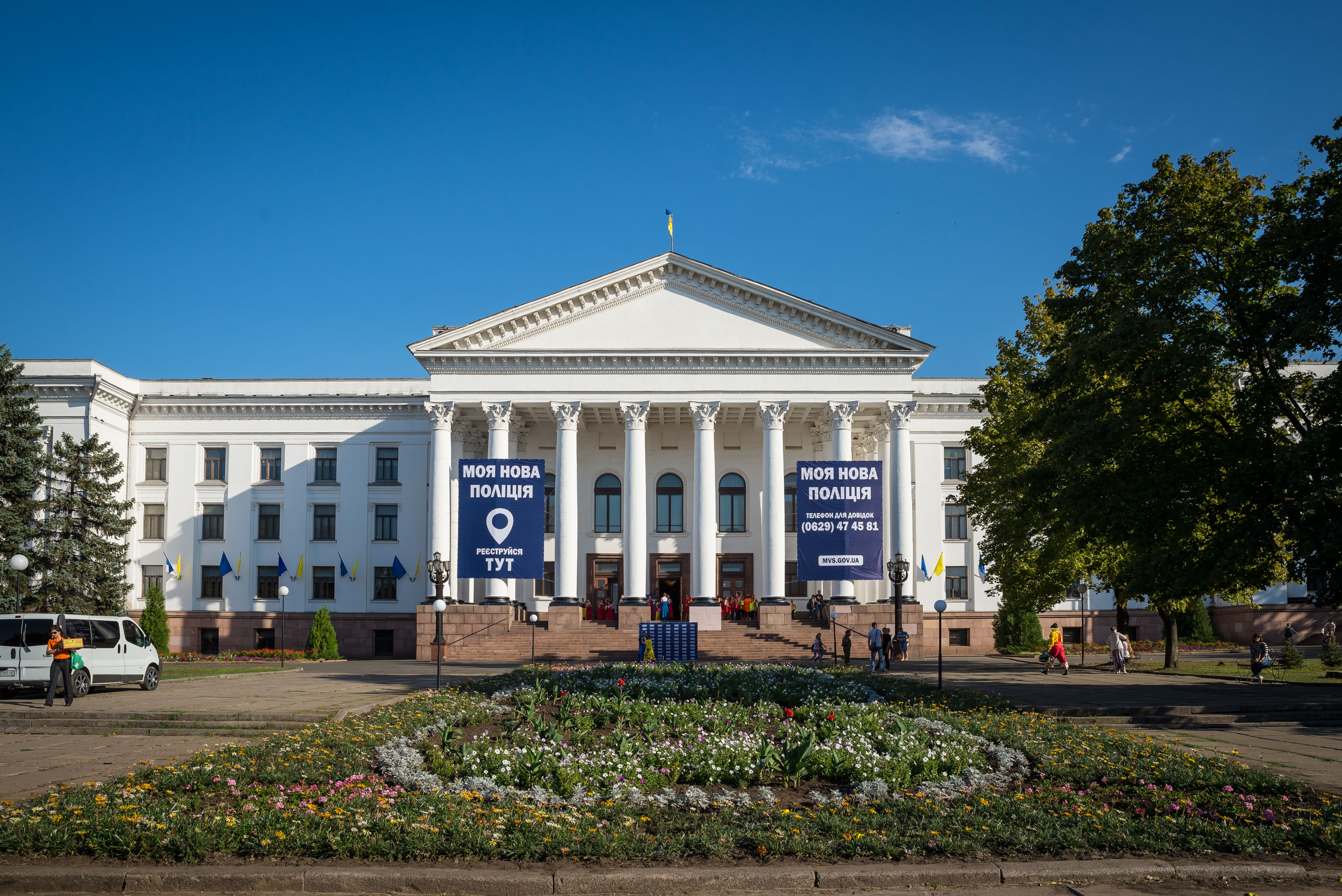
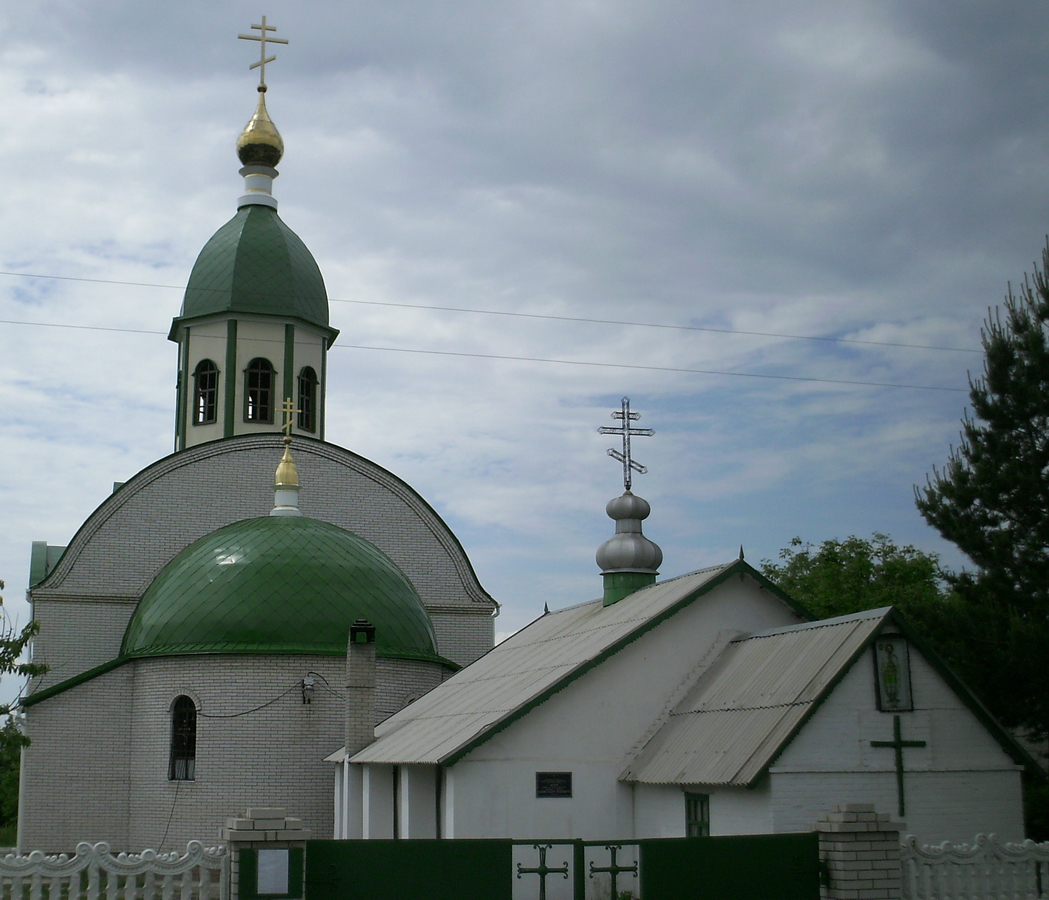
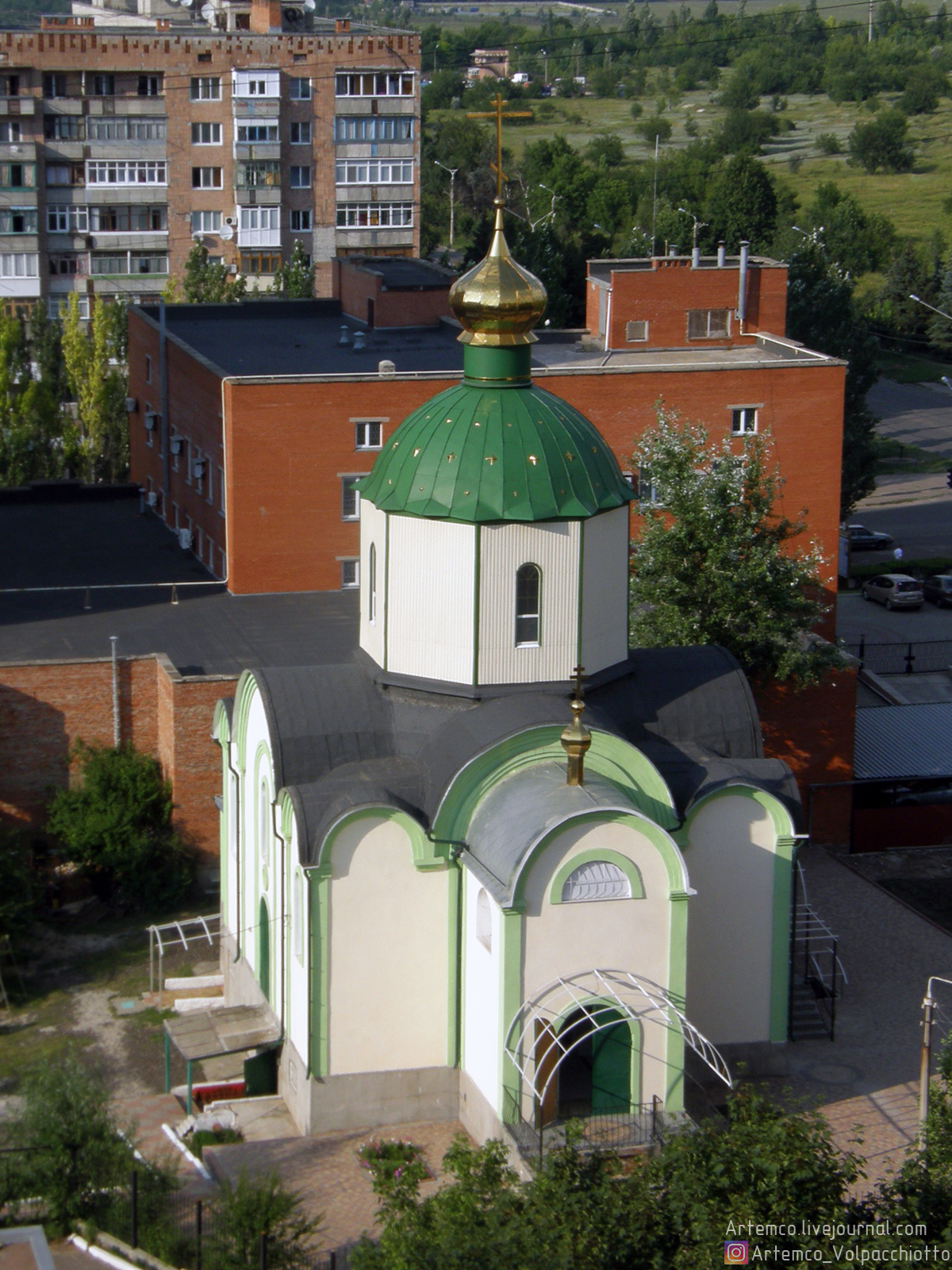
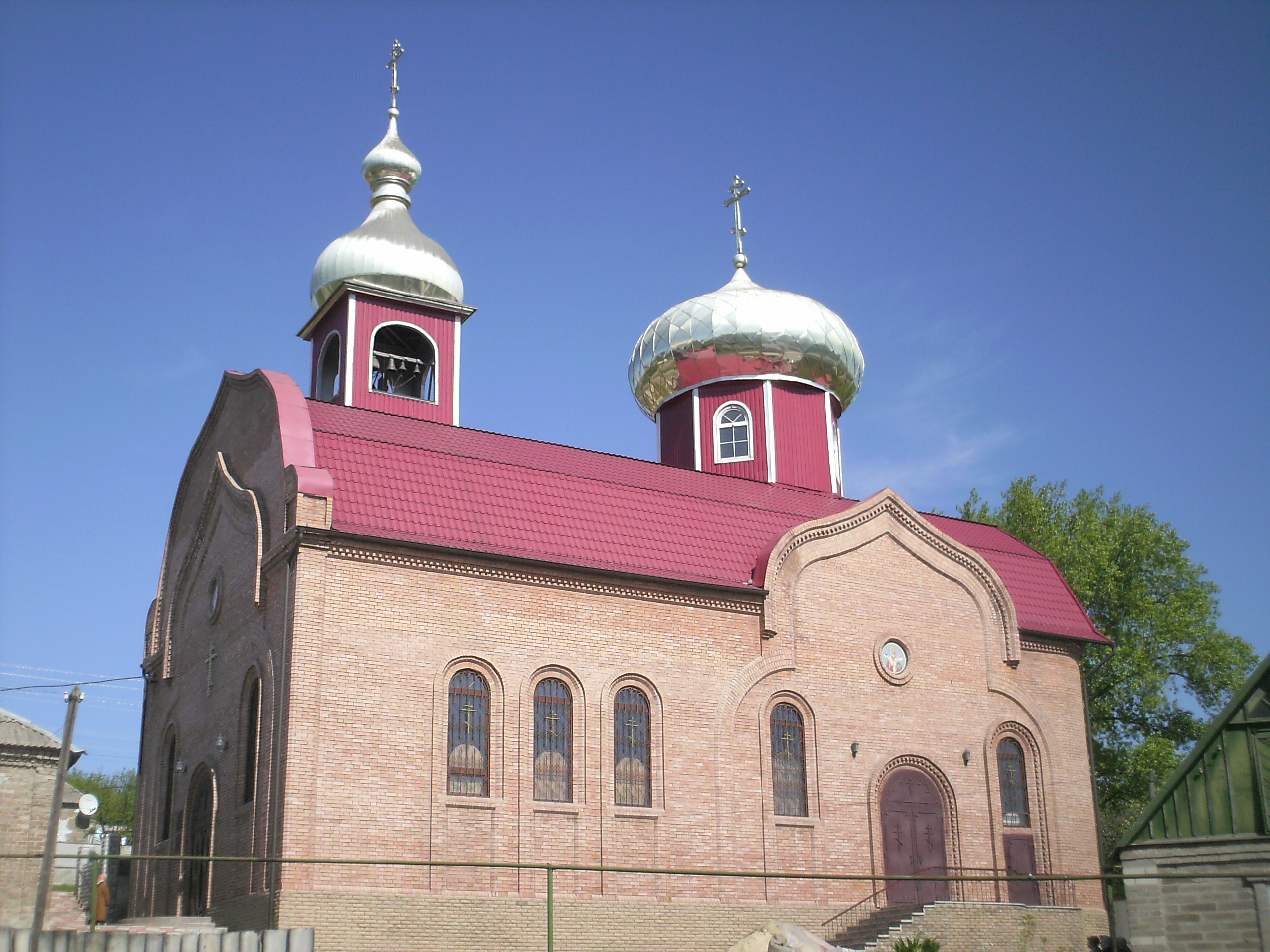
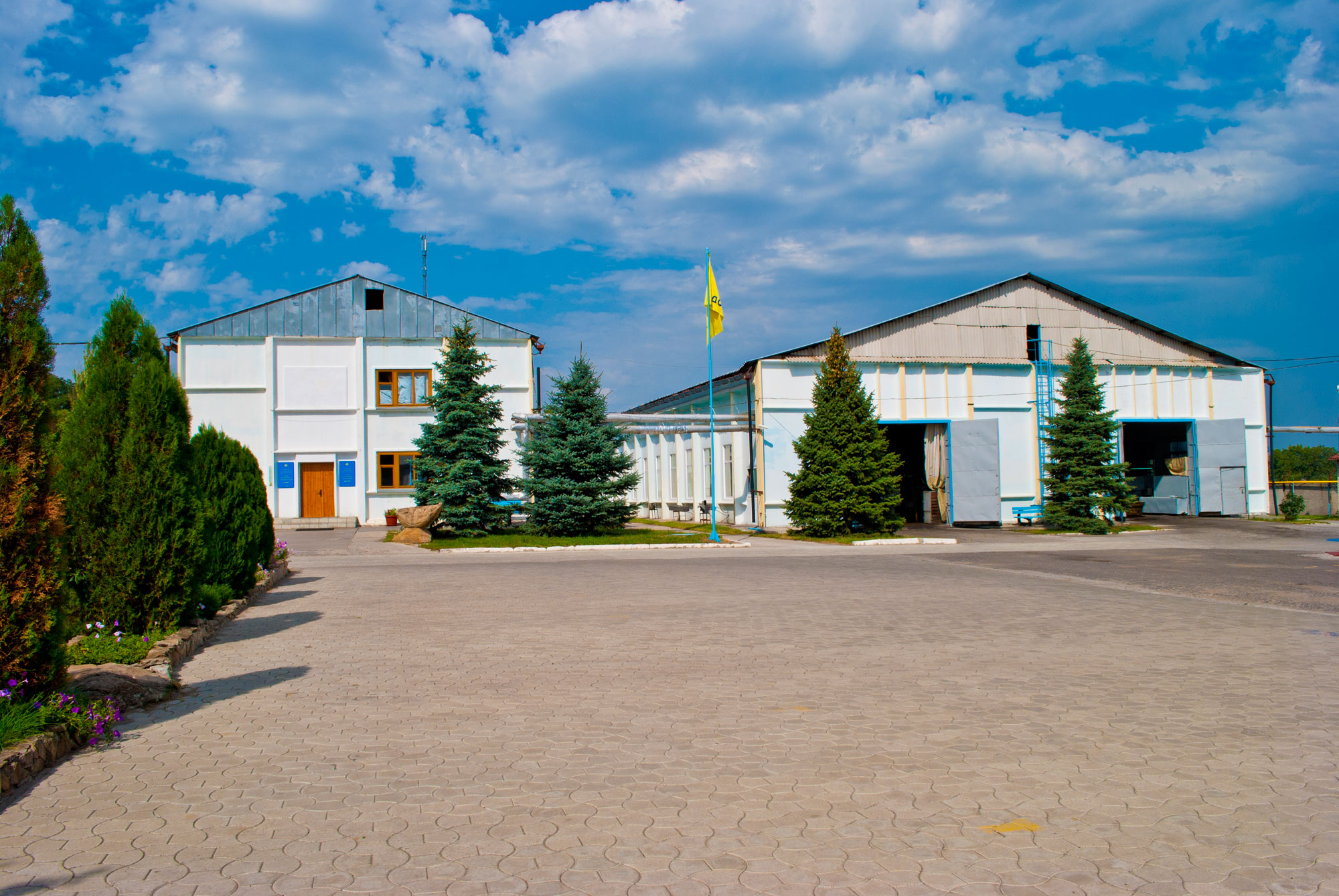
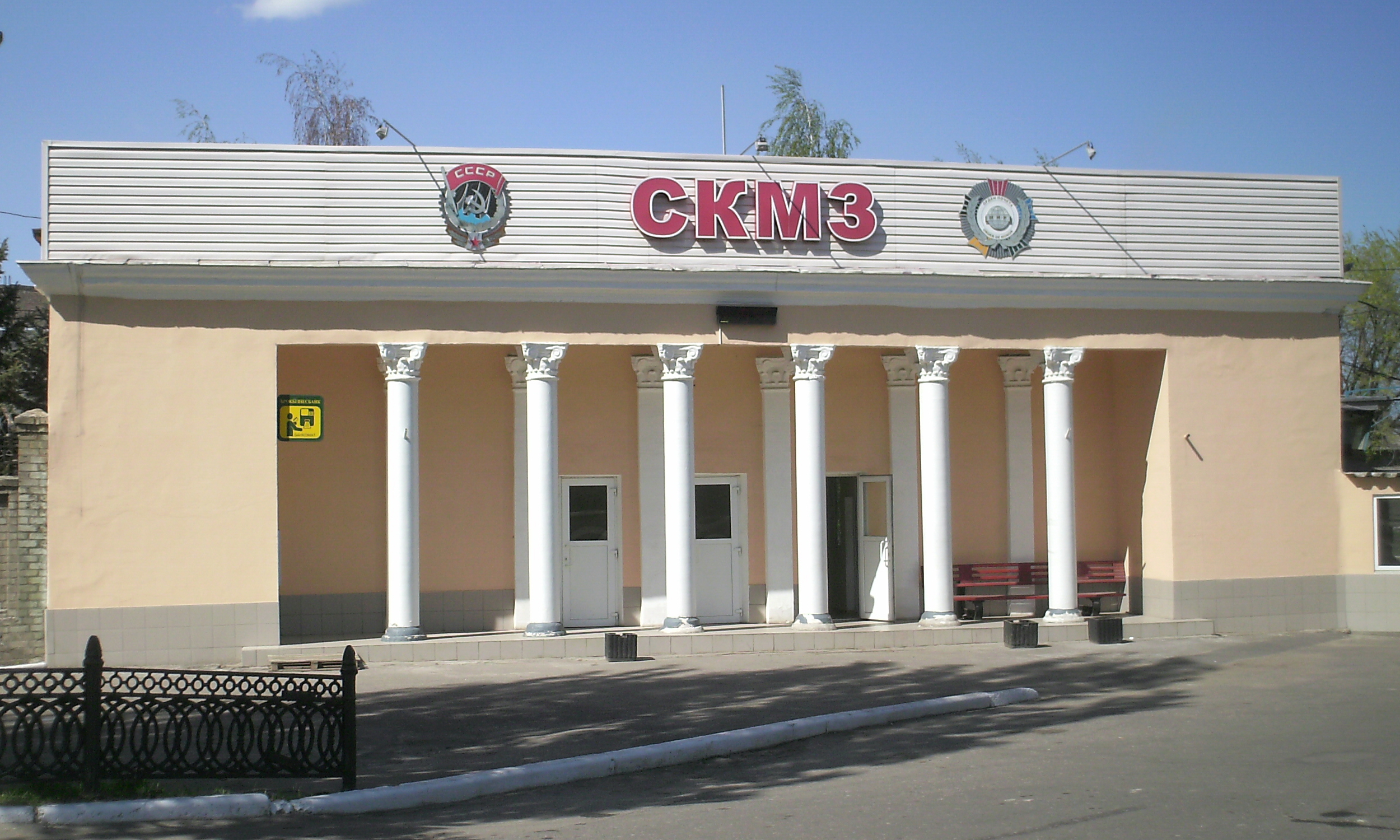
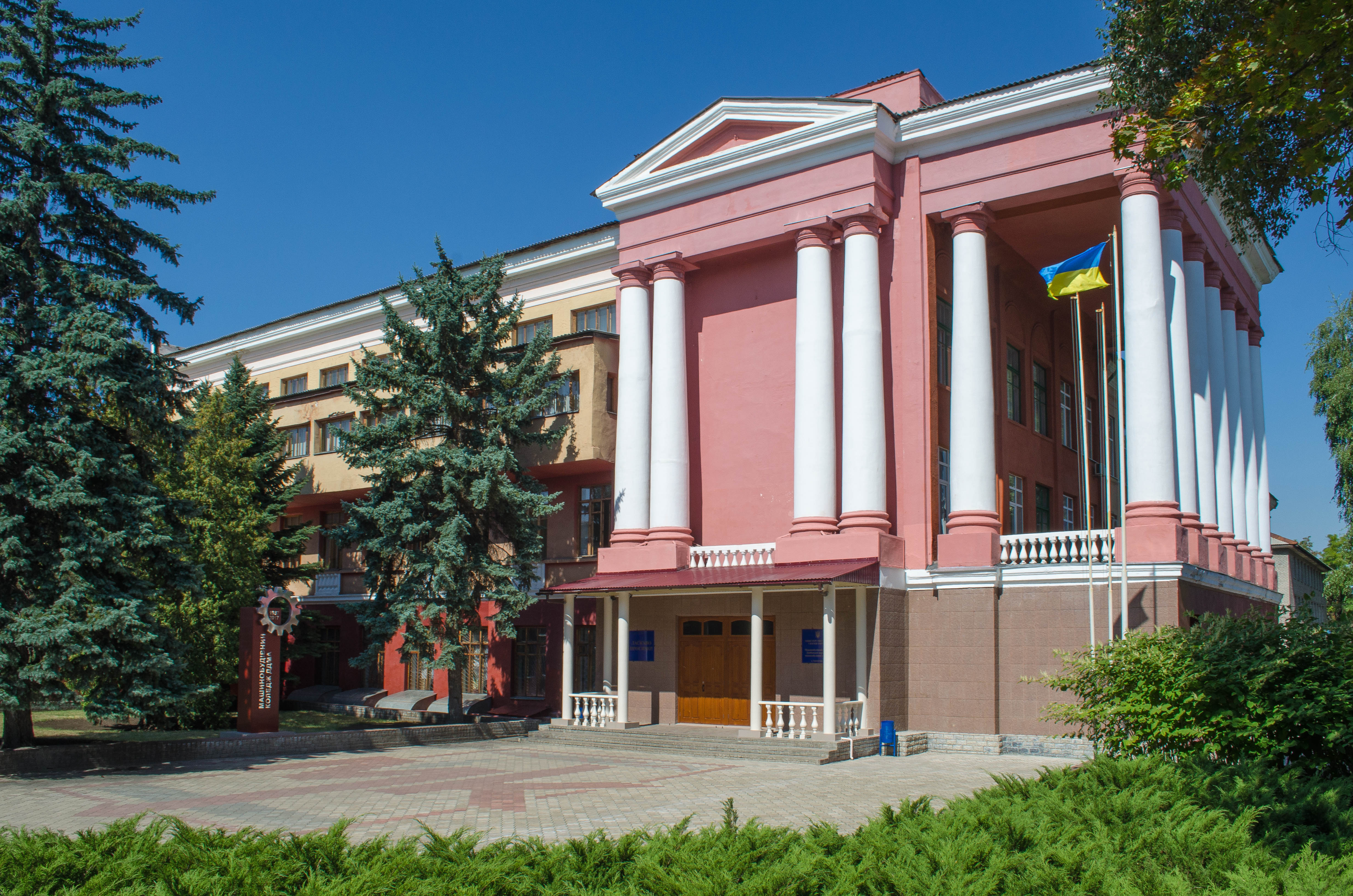
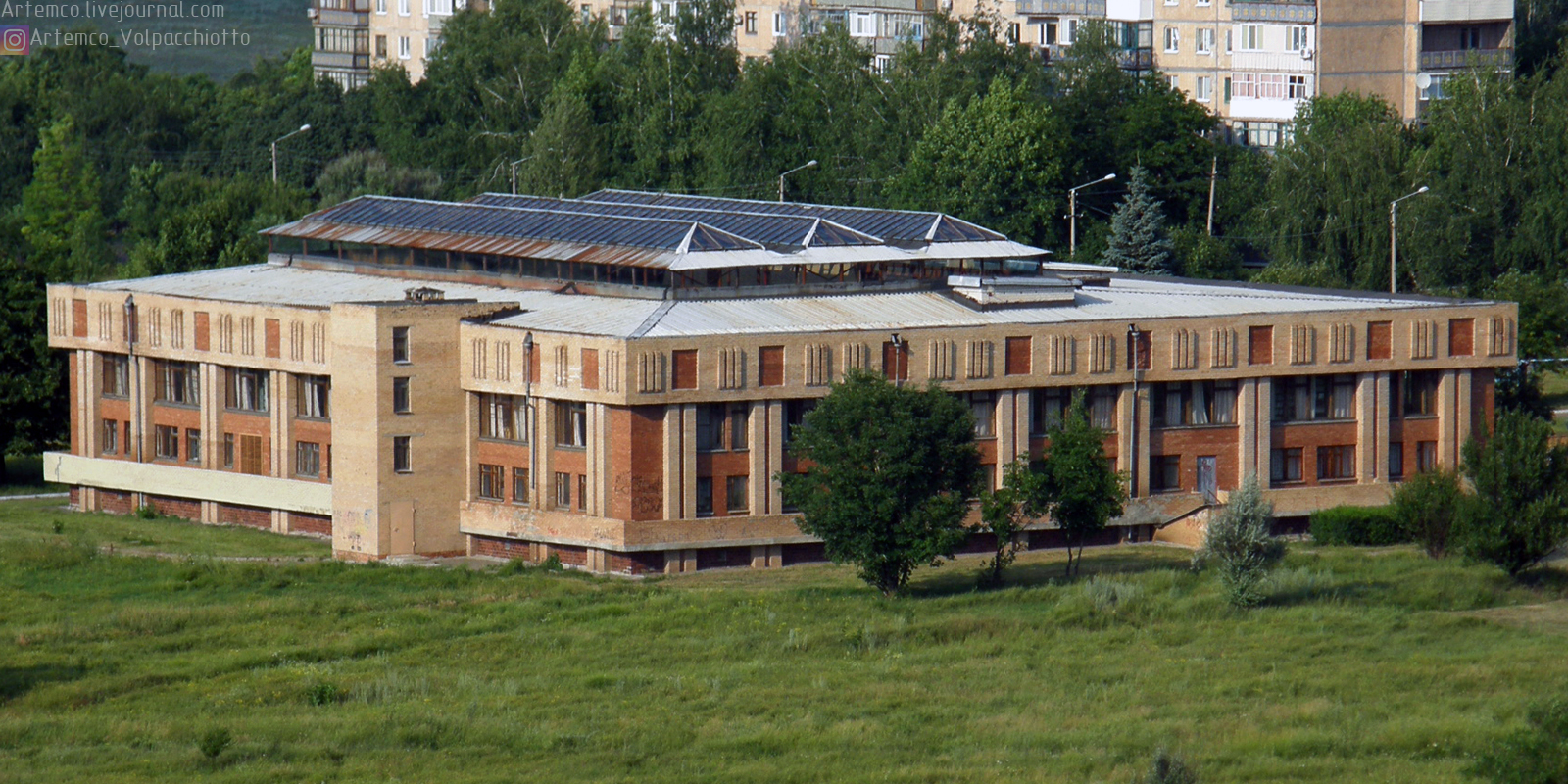
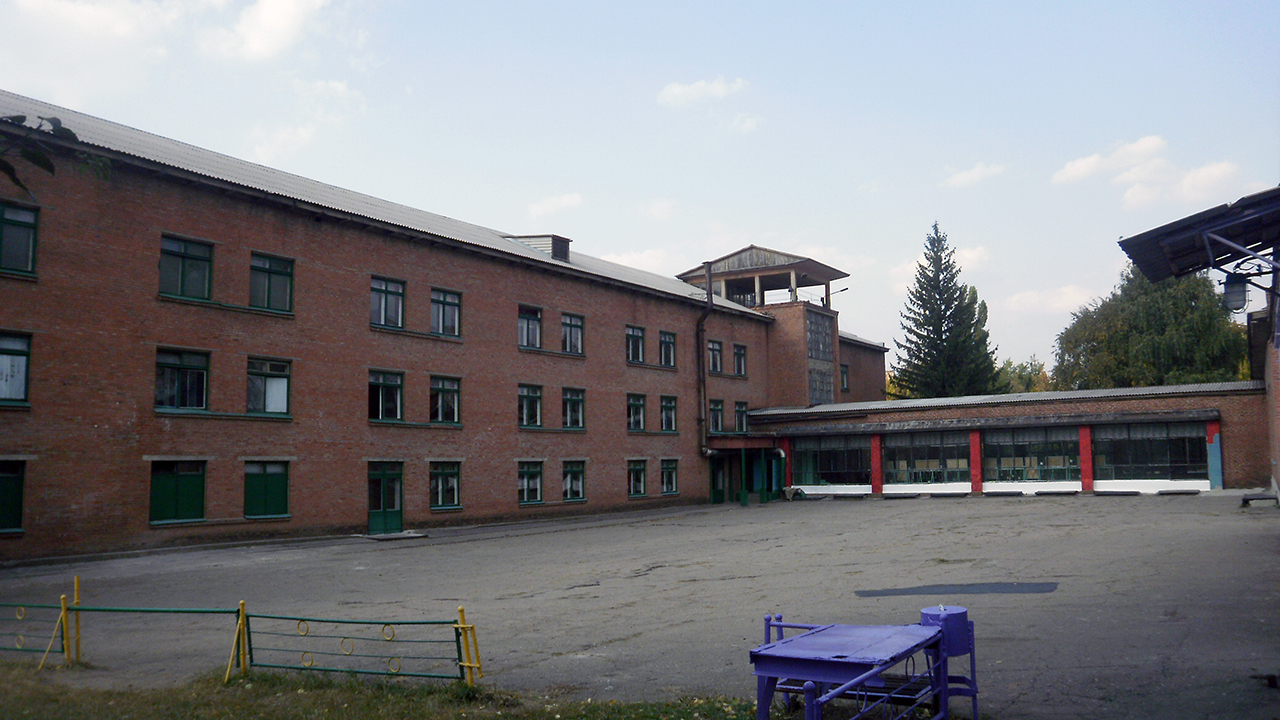
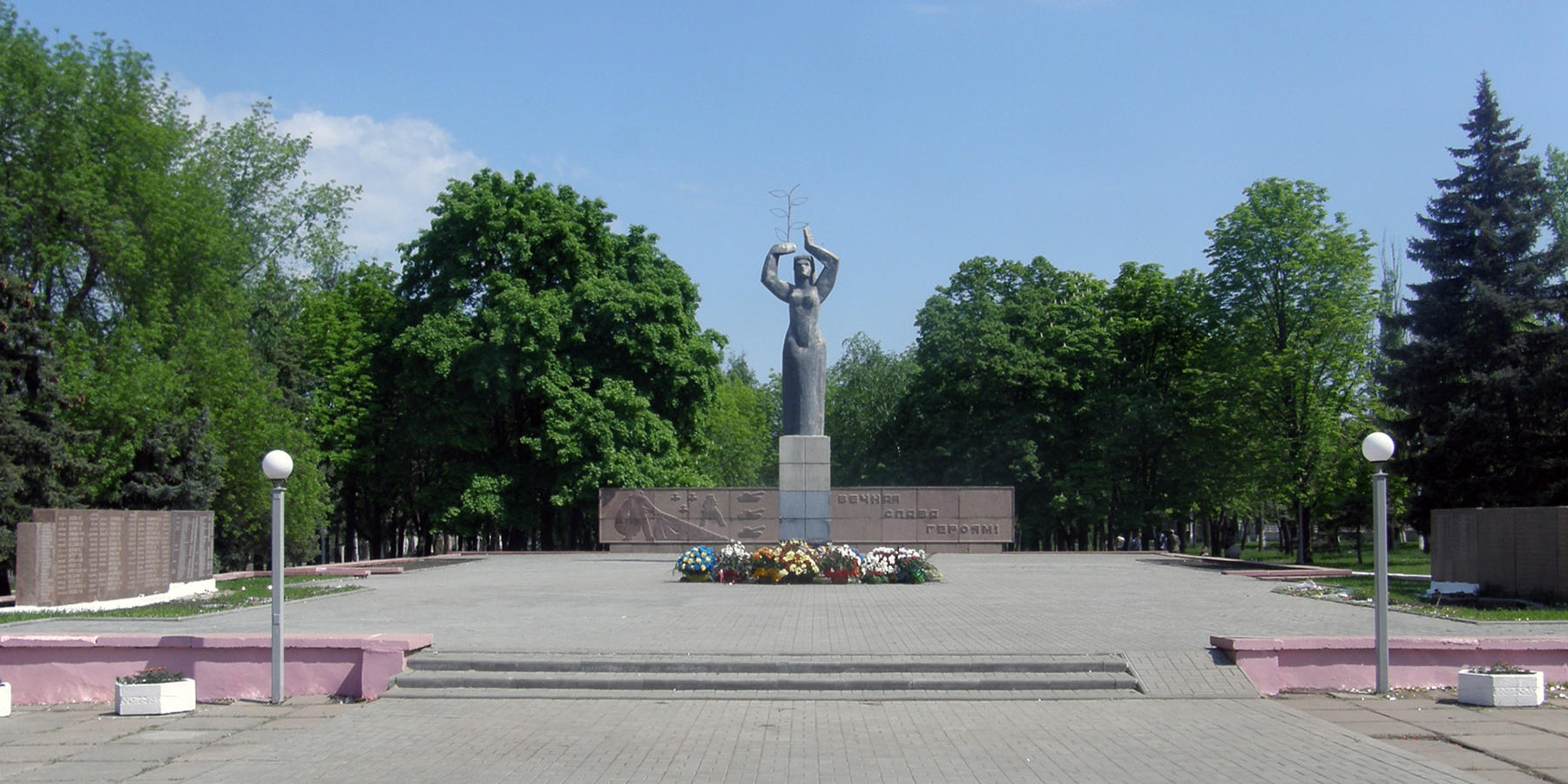